# Le Lac-d'Issarlès
Le Lac-d'Issarlès är en kommun i departementet Ardèche i regionen Auvergne-Rhône-Alpes i sydöstra Frankrike. Kommunen ligger  i kantonen Coucouron som ligger i arrondissementet Largentière. År 2022 hade Le Lac-d'Issarlès 251 invånare.
Kommunen har fått sitt namn efter en nästan cirkelrund sjö som uppkom under tertiär som en kratersjö. Den sista vulkaniska aktiviteten i regionen skedde för 8000 till 6000 år sedan. Kullarna i kommunen har sina toppar 700 till 1300 meter över havet.

## Befolkningsutveckling
Antalet invånare i kommunen Le Lac-d'Issarlès
Referens: INSEE